# Нерицкий
Нерицкий — река в России, протекает по территории Усть-Цилемского района Республики Коми. Устье реки находится в 450 км по правому берегу реки Печоры. Длина реки — 22 км.

## Данные водного реестра
По данным государственного водного реестра России относится к Двинско-Печорскому бассейновому округу, водохозяйственный участок реки — Печора от впадения реки Уса до водомерного поста Усть-Цильма, речной подбассейн реки — бассейны притоков Печоры ниже впадения Усы. Речной бассейн реки — Печора.